# Weingut Anita und Hans Nittnaus

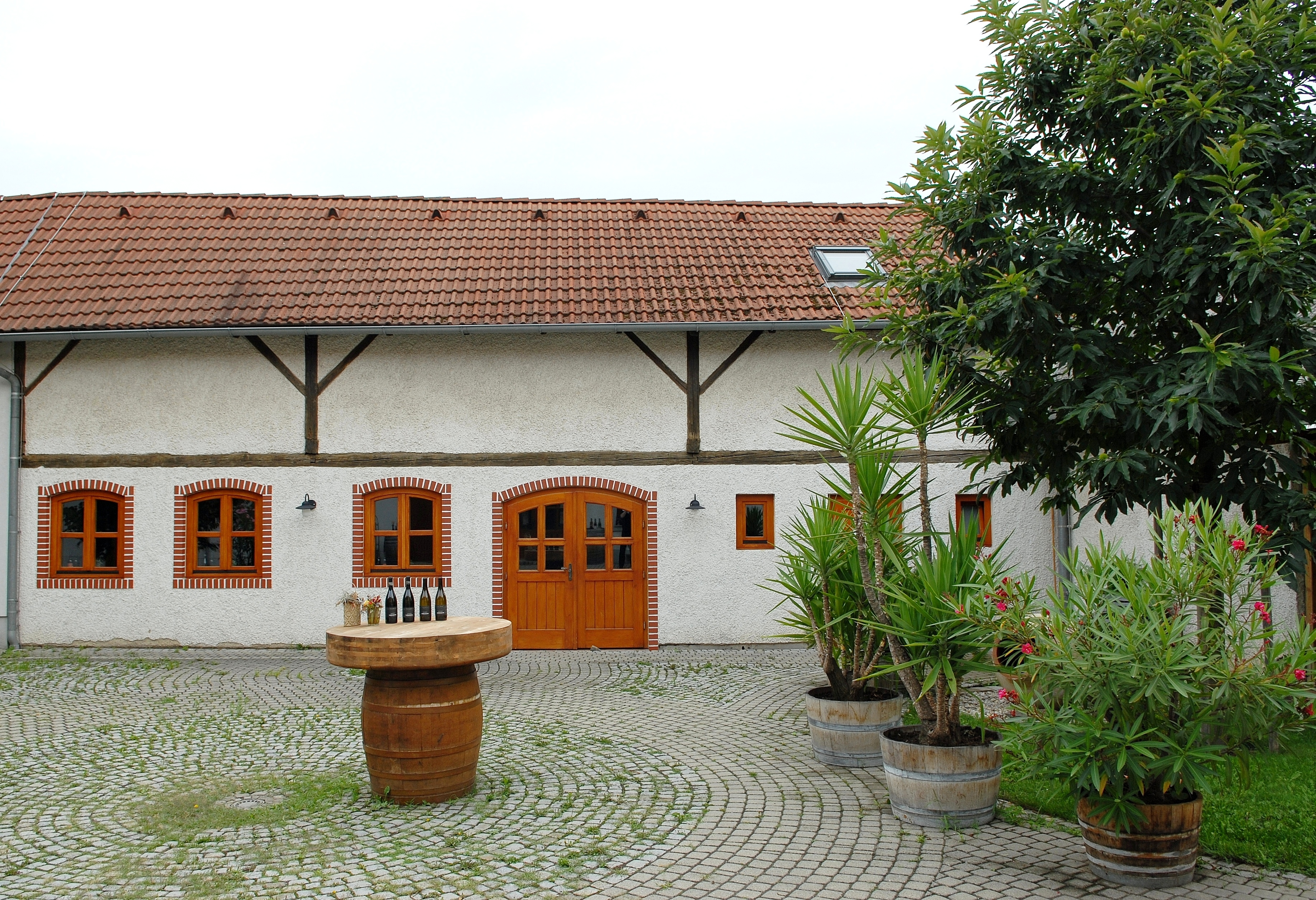
Weingut Anita und Hans Nittnaus, Gols, 2012

Das Weingut Anita und Hans Nittnaus in Gols ist ein österreichisches Weingut im Weinbaugebiet Neusiedlersee im Burgenland.

## Geschichte
Nach historischen Aufzeichnungen betreibt die Familie Nittnaus bereits seit 300 Jahren Weinbau in Gols. Im Jahr 1927 errichtete Johann Nittnaus (1888 bis 1960) das heutige Gebäude. Bereits in den 1930er Jahren wurden im Betrieb Weine in Flaschen gefüllt. Betriebsnachfolger war Johann Nittnaus (* 1924).
Dessen Sohn Hans („John“) Nittnaus (* 1955) besuchte 1969 bis 1974 die Höhere Bundeslehranstalt und Bundesamt für Wein- und Obstbau in Klosterneuburg. Nach Ablegung der Matura übernahm er 1975 die alleinige Kellerverantwortung. Zugleich studierte er ab 1982 in Wien an der Hochschule für Musik und darstellende Kunst Komposition. Ab 1984 konnte er sein Studium wegen betrieblicher Unabkömmlichkeit nicht weiter fortsetzen. Seit 1985 steht das Weingut unter der Leitung von Hans Nittnaus und seiner Frau Anita.
In der folgenden Zeit entwickelte Hans Nittnaus einen ausgeprägten Gemeinschaftsgeist mit einer Reihe von Engagements. Nachdem er zunächst eine Zeitlang in der burgenländischen Winzervereinigung „Renommierte Weingüter Burgenland“ (RWB) aktiv gewesen war, wurde er 1994 Gründungsmitglied der Golser Winzervereinigung „Pannobile“, in der er sich seit Beginn engagiert mit seinen Ideen einbringt. Der „Pannobile“-Gruppe trat er sogar den bis dahin von ihm geschützten Namen ab (zuvor firmierte in seinem Betrieb ein Rotwein unter der Bezeichnung „Pannobile“). Auch das für die Etablierung des jüngeren burgenländischen Qualitätsweinbaus bedeutende Vinology-Projekt geht maßgeblich auf die Initiative von Hans Nittnaus zurück.
Seit 1999 bewirtschaftet Hans Nittnaus Flächen am Leithaberg. 2004 pachtete er in diesem Gebiet die gesamte Fläche des Joiser Weinbaubetriebes Ernst Winter. Infolge seiner Begeisterung für das Leithaberg-Terroir initiierte er 2006 die Winzervereinigung „Leithaberg“, aus der 2010 sogar eine gleichnamige Appellation hervorging. Bei der Herausarbeitung der sublimen Weinstilistik für die Appellation „Leithaberg DAC“ war Hans Nittnaus tonangebend.
Das Weingut Anita und Hans Nittnaus hat eine Reihe von bedeutenden Auszeichnungen errungen, darunter den 1. Preis bei der Falstaff-Rotweingala 2012 und 2017 sowie die Vinaria Trophy 2018 für Cuvée Comondor. Als Leiter der Jazzgruppe „John Nittnaus Band“ absolviert Hans Nittnaus Auftritte im kulturellen Rahmen. Diese finden zum Teil auch im Umfeld der Weinszene statt.

## Rebfläche, Sorten
Die Rebfläche beträgt 40 Hektar (Stand 2018), wovon 90 Prozent mit roten Rebsorten, hauptsächlich Blaufränkisch und Zweigelt, des Weiteren mit Sankt Laurent und Merlot bestockt sind. Weiße Rebsorten, die hauptsächlich in den Lagen am Leithagebirge im Weinbaugebiet Leithaberg angebaut werden, sind Chardonnay, Sauvignon Blanc, Grüner Veltliner und Weißburgunder. In vergleichsweise geringem Maße werden auch Trockenbeerenauslesen gewonnen.

## Wirtschaftsweise, Weinstilistik
Die terroirgeprägten Weine werden seit 2007 in biodynamischer Bewirtschaftung erzeugt. Nittnaus ist einer der Wegbereiter puristischer Rotweinerzeugung in Österreich. Im Rahmen seines Engagements am Leithaberg begeisterte er mit seiner puristischen Gesinnung eine Reihe von aufstrebenden Erzeugern.
Am bekanntesten ist die Rotweinpalette des Weinguts Anita und Hans Nittnaus, die mit Comondor, Pannobile rot und den Blaufränkischen gleich mehrere Premiumweine umfasst. Die Cuvée Comondor, mit der Nittnaus Anfang der 1990er Jahre den Aufstieg zur burgenländischen Weinbauelite schaffte, ist für ihren Tiefgang und ihre Struktur bekannt. Der ehemalige Cuvéepartner Cabernet Sauvignon wurde mittlerweile durch Zweigelt ersetzt. Der Name Comondor bezieht sich auf eine ungarische Hirtenhunderasse. Pannobile rot ist eine aus Gols stammende Cuvée aus den autochthonen Sorten Zweigelt und Blaufränkisch, die von Jahrgang zu Jahrgang mit recht unterschiedlichen Anteilen der beiden Cuvéepartner ausgestattet sein kann. Vom Leithaberg, wo Nittnaus über Rieden mit kalk- und schieferdurchsetzten Böden verfügt, kommen mehrere Premiumweine der Sorten Blaufränkisch und Chardonnay. Bei all ihrer Verschiedenartigkeit haben diese Weine aus unterschiedlichen Lagen einiges gemeinsam: ihren moderaten Alkoholgehalt, ihre Lebendigkeit, ihre puristische Komplexität sowie ihren bestechenden Trinkfluss. Die Weine werden allesamt spontan vergorenen, bei den Rotweinen wird auf Schönung verzichtet. Erfahrungsgemäß sind die Premiumweine von Nittnaus enorm langlebig.